# Dolichoneura ichnaea
Dolichoneura ichnaea là một loài bướm đêm trong họ Geometridae.